# Stahlgewitter
Stahlgewitter (с нем. — «Стальная гроза») — немецкая ультраправая группа, исполняющая музыку в стиле рок против коммунизма, образованная в 1995 году.  Несмотря на то, что большинство RAC-групп в Германии языческие, Stahlgewitter является исключением и стоит на позициях нордическо-христианского германизма. Тексты имеют великогерманскую, антиисламскую, антисемитскую, антикоммунистическую и национал-социалистическую направленность. Название группы, скорее всего, является отсылкой к произведению Эрнста Юнгера «In Stahlgewittern» (В стальных грозах).

## Состав
Текущий состав
- Даниэль Гизе (Daniel „Gigi“ Giese) — вокал
- Андреас Корошетц (Andreas „Andy“ Koroschetz) — бас, ударные (Division Germania, Hunde Des Krieges, Rotte Charlotte, Sleipnir)
- Франк Крэмер (Frank Krämer) — гитара

## Дискография

### Студийные альбомы
- 1996 — «Das eiserne Gebet»
- 1998 — «Germania»
- 2002 — «Politischer Soldat»
- 2006 — «Auftrag Deutsches Reich»
- 2008 — «Politischer Soldat (Neuauflage)»
- 2013 — «Das Hohelied Der Herkunft»
- 2013 — «Stählerne Romantik»

### Сборники
- 2003 — «Germania über alles»

### Сплит
- 2001 — «Amalek»